# Irene Schloss

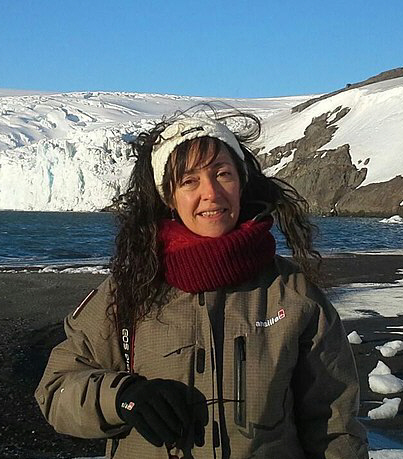
Irene Schloss (2016)

Irene R. Schloss ist eine argentinische Antarktisforscherin mit Schwerpunkt Planktonbiologie.

## Herkunft und Ausbildung
Irene Schloss wurde in Buenos Aires geboren. Sie studierte zunächst Biologie an der Universidad de Buenos Aires und schloss mit einem Lizentiat ab. 1989 konnte sie im Rahmen eines halbjährigen Forschungsstipendiums der (International Association for the Exchange of Students for Technical Experience (IAESTE) und des Deutschen Akademischen Austauschdienstes (DAAD) an der internationalen europäischen Polarstern-Studie (EPOS) am Alfred-Wegener-Institut in Bremerhaven teilnehmen. 1992 begann sie als Stipendiatin des Consejo Nacional de Investigaciones Científicas y Técnicas (CONICET) ein Promotionsstudium in biologischer Ozeanographie. Während dieser Zeit beschäftigte sie sich intensiv mit der Ökologie des Planktons an den antarktischen Küsten. 1997 schloss sie als Ph.D. an der Universität Buenos Aires ab. Zwischen 2005 und 2007 arbeitete sie mit einem Postdoc-Stipendium am Institut des sciences de la mer de Rimouski  (ISMER) der Université du Québec à Rimouski (UQAR), wo sie die Zusammenhänge zwischen Phytoplankton und der Geologie an der Beaufortsee als Teil des Arktischen Ozeans untersuchte.

## Karriere und Bedeutung
Schloss ist Forscherin am Instituto Antártico Argentino (IAA) und Korrespondenz-Forscherin des Consejo Nacional de Investigaciones Científicas y Técnicas (CONICET). Seit 2008 war sie zunächst Assistentin an der UQAR, seit 2009 Associate Professor. Ihre Forschung fokussiert sich auf die Auswirkung von Ultraviolettstrahlung auf das Planktonsystem in verschiedenen Breitengraden, die Rolle des Phytoplanktons auf den CO2-Austausch zwischen Ozean und Atmosphäre und die Effekte des globalen Klimawandels auf das Plankton in Küstennähe. Schloss nahm an neun Expeditionen in die Antarktis teil (mit Forschungsschiffen oder auf argentinischen Stationen) und verbrachte etwa 17 Monate auf dem sechsten Kontinent.
Ihre größte wissenschaftliche Bedeutung liegt in der Forschung über die Interaktionen, Adaptationen und Effekten des Planktons auf den maritimen Klimawandel. Sie modellierte physikalisch-biologische Interaktionen während verschiedener Vegetationsphasen vor den antarktischen Küsten, insbesondere dem Gleichgewicht zwischen der Erwärmung von Gletscherschmelzwasser und windinduzierten Turbulenzen in den Strömungen vor den Küsten. Ihre Arbeiten zur Rolle des Planktons auf den CO2-Haushalt zeigten, dass Diatoma-Kieselalgen eine Hauptrolle bei der Aufnahme von CO2 von Wasseroberflächen in die Atmosphäre spielen, und wiesen damit auf eine direkte Verbindung zwischen Biodiversität und klimarelevanten Prozessen hin. Darüber hinaus konnte sie Zusammenhänge zwischen großräumigen atmosphärischen Phänomenen wie der Antarktischen Oszillation oder der El Niño-Southern Oszillation und Veränderungen am lokalen Phytoplankton aufzeigen.
Schloss spielt eine zentrale Rolle bei der Koordination der internationalen Zusammenarbeit bei der Antarktis-Forschung und ist außerdem an der Entwicklung des Antarctic Environmental Portals beteiligt.